# 미토 미츠코

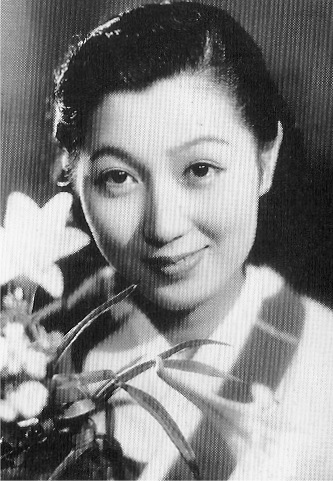

미토 미츠코(関場 ミツ子, 1919년 3월 23일 ~ 1981년 4월 5일)는 일본의 배우이다.
후쿠시마시에서 태어났다.

## 영화
- 사무라이 2 : 이치조지사의 결투 (1955년)
- 골든 데몬 (1954년)
- 당신을 삽니다 (1954년)
- 미야모토 무사시 (1954년)
- 우게쯔 이야기 (1953년)
- 저 손 이 손 (1952년)
- 내 사랑은 불탄다 (1949년)
- 여자 (1948년)
- 환호의 도시 (1944년)
- 아버지가 있었다 (1942년)
- 사랑의 나무 (1938년)
- 스타 애슬릿 (1937년)
- 포겟 러브 포 나우 (1937년)